# Quinto Ogúlnio Galo
Quinto Ogúlnio Galo (em latim: Quintus Ogulnius Gallus) foi um político da gente Ogúlnia da República Romana eleito cônsul em 269 a.C. com Caio Fábio Pictor.

## Tribuno da plebe (300 a.C.)
Em 300 a.C., Galo foi tribuno da plebe com seu irmão, Cneu. Os dois propuseram uma lei que acrescentava aos quatro pontífices e aos quatro áugures já existentes, todos patrícios, outros quatro pontífices e cinco áugures, que seriam escolhidos entre ex-cônsules plebeus. O povo votou pela aplicação desta lei, que entrou para a história com o nome de Lei Ogúlnia, um marco que permitiu o acesso dos plebeus aos cargos sacerdotais, até então um apanágio exclusivo dos patrícios.

## Período intermediário (299–270 a.C.)
Os irmãos Ogúlnio foram depois edil curuis em 296 a.C. e, desta vez, graças aos bens confiscados de alguns usurários processados pro eles, os dois ofereceram ao Templo de Júpiter Capitolino suas portas de bronze, vasos de prata e a quadriga que decorava o frontão. Foi neste ano também que os dois mandaram instalar a efígie da Loba Capitolina com Rômulo e Remo perto da sagrada Figueira Ruminal. Finalmente, mandaram pavimentar o caminho entre a Porta Capena e o Templo de Marte Vingador.
Segundo o relato tardio de Aurélio Vítor, em 292 a.C., quando Roma enfrentava uma epidemia, Ogúlnio liderou a delegação romana enviada para pedir a ajuda dos deuses no santuário de Esculápio, em Epidauro, no Peloponeso. Segundo o relato, uma serpente teria saído da base da estátua do deus e se abrigado a bordo de um dos navios romanos. Quando a delegação retornou, a serpente abandonou o navio e nadou pelo Tibre até a Ilha Tiberina, onde foi edificado um Templo de Esculápio e a epidemia acabou.
Em 273 a.C., Galo participou, com Quinto Fábio Máximo Gurges e Numério Fábio Pictor, de uma expedição ao faraó do Egito Ptolemeu III, parente e aliado de Pirro de Epiro, que ameaçava intervir contra os interesses romanos no sul da Itália. Quando retornaram, os embaixadores fizeram seu relato ao Senado e devolveram ao Tesouro os presentes que receberam de Ptolemeu. Os senadores, porém, recusaram o nobre gesto e permitiram que eles conservassem a recompensa que receberam.

## Consulado (269 a.C.)
Finalmente, em 269 a.C., Ogúlnio Galo foi eleito cônsul com Caio Fábio Pictor. Durante seu mandato, foram cunhadas as primeiras moedas romanas de prata, na forma de denários, quinários, sestércios e dupôndios. A emissão destas moedas, que substituíram as dracmas gregas em circulação, marcaram a emancipação econômica da República Romana. Do ponto de vista militar, Galo liderou a campanha contra os picentinos, que só terminou no ano seguinte, sob os cônsules Públio Semprônio e Ápio Cláudio..

## Ditador (257 a.C.)
Em 257 a.C., Quinto Ogúlnio foi nomeado ditador feriarum constituendarum causa, cujo único propósito era levar adiante os Jogos Romanos (latinarum feriarum).